# Side Pocket
Side Pocket (サイドポケット?, Saido poketto) è un videogioco arcade di biliardo del 1986 sviluppato da Data East. Il gioco è stato convertito per Nintendo Entertainment System, Game Boy, Sega Mega Drive, Super Nintendo Entertainment System, Game Gear e WonderSwan. La versione per Game Boy è stata inoltre distribuita per Nintendo 3DS tramite Virtual Console.